# 斯威特沃特 (內布拉斯加州)
斯威特沃特（英語：Sweetwater）是位於美國內布拉斯加州水牛縣的非建制地區。

## 歷史
斯威特沃特的郵局於1874年設立，其後於1966年停運。

## 地理
斯威特沃特所處的海拔為高於海平面628米（即2060英呎），而該地所採用的時區為UTC-6，即北美中部时区（CST）。同時該地設有夏令時間，為UTC-6調快一小時，即UTC-5（CDT）。